# Liste der Gefäßpflanzen Deutschlands/E
- Eberwurz, Steife (Carlina biebersteinii) – Familie: Asteraceae
- Edelraute, Echte (Artemisia umbelliformis) – Familie: Asteraceae
- Edelweiß (Leontopodium alpinum) – Familie: Asteraceae
- Efeu (Hedera helix) – Familie: Araliaceae
- Ehrenpreis, Acker- (Veronica agrestis) – Familie: Plantaginaceae
- Ehrenpreis, Alpen- (Veronica alpina) – Familie: Plantaginaceae
- Ehrenpreis, Bachbungen- (Veronica beccabunga) – Familie: Plantaginaceae
- Ehrenpreis, Berg- (Veronica montana) – Familie: Plantaginaceae
- Ehrenpreis, Blasser Gauchheil- (Veronica catenata) – Familie: Plantaginaceae
- Ehrenpreis, Blattloser (Veronica aphylla) – Familie: Plantaginaceae
- Ehrenpreis, Dreiteiliger (Veronica triphyllos) – Familie: Plantaginaceae
- Ehrenpreis, Efeu- (Veronica hederifolia) – Familie: Plantaginaceae
- Ehrenpreis, Faden- (Veronica filiformis) – Familie: Plantaginaceae
- Ehrenpreis, Feld- (Veronica arvensis) – Familie: Plantaginaceae
- Ehrenpreis, Felsen- (Veronica fruticans) – Familie: Plantaginaceae
- Ehrenpreis, Fremder (Veronica peregrina) – Familie: Plantaginaceae
- Ehrenpreis, Früher (Veronica praecox) – Familie: Plantaginaceae
- Ehrenpreis, Frühlings- (Veronica verna) – Familie: Plantaginaceae
- Ehrenpreis, Gamander- (Veronica chamaedrys) – Familie: Plantaginaceae
- Ehrenpreis, Gänseblümchen- (Veronica bellidioides) – Familie: Plantaginaceae
- Ehrenpreis, Gauchheil- (Veronica anagallis-aquatica) – Familie: Plantaginaceae
- Ehrenpreis, Glänzender (Veronica polita) – Familie: Plantaginaceae
- Ehrenpreis, Glanzloser (Veronica opaca) – Familie: Plantaginaceae
- Ehrenpreis, Großer (Veronica teucrium) – Familie: Plantaginaceae
- Ehrenpreis, Halbstrauch- (Veronica fruticulosa) – Familie: Plantaginaceae
- Ehrenpreis, Heide- (Veronica dillenii) – Familie: Plantaginaceae
- Ehrenpreis, Nesselblättriger (Veronica urticifolia) – Familie: Plantaginaceae
- Ehrenpreis, Niederliegender (Veronica prostrata) – Familie: Plantaginaceae
- Ehrenpreis, Österreichischer (Veronica austriaca) – Familie: Plantaginaceae
- Ehrenpreis, Persischer (Veronica persica) – Familie: Plantaginaceae
- Ehrenpreis, Quendel- (Veronica serpyllifolia) – Familie: Plantaginaceae
- Ehrenpreis, Schild- (Veronica scutellata) – Familie: Plantaginaceae
- Ehrenpreis, Schlamm- (Veronica anagalloides) – Familie: Plantaginaceae
- Ehrenpreis, Spitzzähniger (Veronica argute-serrata) – Familie: Plantaginaceae
- Ehrenpreis, Steinquendel- (Veronica acinifolia) – Familie: Plantaginaceae
- Ehrenpreis, Wald- (Veronica officinalis) – Familie: Plantaginaceae
- Eibe (Taxus baccata) – Familie: Taxaceae
- Eibisch, Echter (Althaea officinalis) – Familie: Malvaceae
- Eibisch, Rauer (Althaea hirsuta) – Familie: Malvaceae
- Eiche, Flaum- (Quercus pubescens) – Familie: Fagaceae
- Eiche, Flaumblättrige Bastard- (Quercus x calvescens (Quercus petraea x Q. pubescens)) – Familie: Fagaceae
- Eiche, Gewöhnliche Bastard- (Quercus x rosacea (Quercus petraea x Q. robur)) – Familie: Fagaceae
- Eiche, Rot- (Quercus rubra) – Familie: Fagaceae
- Eiche, Stiel- (Quercus robur) – Familie: Fagaceae
- Eiche, Trauben- (Quercus petraea) – Familie: Fagaceae
- Eichenfarn (Gymnocarpium dryopteris) – Familie: Dryopteridaceae
- Eichenmistel (Loranthus europaeus) – Familie: Loranthaceae
- Einbeere (Paris quadrifolia) – Familie: Trilliaceae
- Einblattorchis (Malaxis monophyllos) – Familie: Orchidaceae
- Einknolle (Herminium monorchis) – Familie: Orchidaceae
- Eisenhut, Blauer (Aconitum napellus) – Familie: Ranunculaceae
- Eisenhut, Bunter (Aconitum variegatum) – Familie: Ranunculaceae
- Eisenhut, Degens (Aconitum degenii) – Familie: Ranunculaceae
- Eisenhut, Faltenstirniger (Aconitum plicatum) – Familie: Ranunculaceae
- Eisenhut, Flaumfrüchtiger (Aconitum x hebegynum (Aconitum degenii x A. variegatum)) – Familie: Ranunculaceae
- Eisenhut, Garten- (Aconitum x cammarum) – Familie: Ranunculaceae
- Eisenhut, Gelber (Aconitum lycoctonum) – Familie: Ranunculaceae
- Eisenhut, Österreichischer (Aconitum x austriacum (Aconitum pilipes x A. variegatum)) – Familie: Ranunculaceae
- Eisenhut, Raustieliger (Aconitum pilipes) – Familie: Ranunculaceae
- Eisenhut, Schwachbehaarter (Aconitum x pilosiusculum (Aconitum degenii x A. pilipes)) – Familie: Ranunculaceae
- Eisenhut, Tauern- (Aconitum tauricum) – Familie: Ranunculaceae
- Eisenkraut, Gewöhnliches (Verbena officinalis) – Familie: Verbenaceae
- Elsbeere (Sorbus torminalis) – Familie: Rosaceae
- Engelwurz, Arznei- (Angelica archangelica) – Familie: Apiaceae
- Engelwurz, Sumpf- (Angelica palustris) – Familie: Apiaceae
- Engelwurz, Wald- (Angelica sylvestris) – Familie: Apiaceae
- Enzian, Bayerischer (Gentiana bavarica) – Familie: Gentianaceae
- Enzian, Clusius (Gentiana clusii) – Familie: Gentianaceae
- Enzian, Feld- (Gentianella campestris) – Familie: Gentianaceae
- Enzian, Frühlings- (Gentiana verna) – Familie: Gentianaceae
- Enzian, Gelber (Gentiana lutea) – Familie: Gentianaceae
- Enzian, Kochs (Gentiana acaulis) – Familie: Gentianaceae
- Enzian, Kreuz- (Gentiana cruciata) – Familie: Gentianaceae
- Enzian, Lungen- (Gentiana pneumonanthe) – Familie: Gentianaceae
- Enzian, Purpur- (Gentiana purpurea) – Familie: Gentianaceae
- Enzian, Rundblättriger (Gentiana orbicularis) – Familie: Gentianaceae
- Enzian, Schlauch- (Gentiana utriculosa) – Familie: Gentianaceae
- Enzian, Schnee- (Gentiana nivalis) – Familie: Gentianaceae
- Enzian, Schwalbenwurz- (Gentiana asclepiadea) – Familie: Gentianaceae
- Enzian, Sumpf- (Gentianella uliginosa) – Familie: Gentianaceae
- Enzian, Tüpfel- (Gentiana punctata) – Familie: Gentianaceae
- Enzian, Ungarischer (Gentiana pannonica) – Familie: Gentianaceae
- Erbsenstrauch, Gewöhnlicher (Caragana arborescens) – Familie: Fabaceae
- Erdbeere, Bastard- (Fragaria x hagenbachiana (Fragaria vesca x F. viridis)) – Familie: Rosaceae
- Erdbeere, Garten- (Fragaria x ananassa) – Familie: Rosaceae
- Erdbeere, Hügel- (Fragaria viridis) – Familie: Rosaceae
- Erdbeere, Übersehene (Fragaria x neglecta (Fragaria moschata x F. viridis)) – Familie: Rosaceae
- Erdbeere, Wald- (Fragaria vesca) – Familie: Rosaceae
- Erdbeere, Zimt- (Fragaria moschata) – Familie: Rosaceae
- Erdbeerspinat, Echter (Chenopodium foliosum) – Familie: Chenopodiaceae
- Erdkastanie, Französische (Conopodium majus) – Familie: Apiaceae
- Erdmandel (Cyperus esculentus) – Familie: Cyperaceae
- Erdrauch, Blasser (Fumaria vaillantii) – Familie: Papaveraceae
- Erdrauch, Dunkler (Fumaria schleicheri) – Familie: Papaveraceae
- Erdrauch, Geschnäbelter (Fumaria rostellata) – Familie: Papaveraceae
- Erdrauch, Gewöhnlicher (Fumaria officinalis) – Familie: Papaveraceae
- Erdrauch, Kleinblütiger (Fumaria parviflora) – Familie: Papaveraceae
- Erle, Grau- (Alnus incana) – Familie: Betulaceae
- Erle, Grün- (Alnus alnobetula) – Familie: Betulaceae
- Erle, Schwarz- (Alnus glutinosa) – Familie: Betulaceae
- Esche, Blumen- (Fraxinus ornus) – Familie: Oleaceae
- Esche, Gewöhnliche (Fraxinus excelsior) – Familie: Oleaceae
- Esche, Pennsylvanische (Fraxinus pennsylvanica) – Familie: Oleaceae
- Eselsdistel (Onopordum acanthium) – Familie: Asteraceae
- Esparsette, Berg- (Onobrychis montana) – Familie: Fabaceae
- Esparsette, Futter- (Onobrychis viciifolia) – Familie: Fabaceae
- Esparsette, Sand- (Onobrychis arenaria) – Familie: Fabaceae
- Essigbaum (Rhus hirta) – Familie: Anacardiaceae
- Esskastanie (Castanea sativa) – Familie: Fagaceae